# Nucleus tuberomammillaris
Der Nucleus tuberomammillaris ist ein ausgedehntes Kerngebiet im Hypothalamus. Der Name leitet sich von der Lage zwischen Tuber cinereum und Corpus mamillare ab.
Der Nucleus tuberomammillaris produziert als einziger Kern des Zentralnervensystems den Neurotransmitter Histamin, darüber hinaus wird auch γ-Aminobuttersäure (GABA) synthetisiert. Die Axone der großzelligen Nervenzellen dieses Kerngebiets projizieren zur Großhirnrinde. Hauptfunktion ist eine Steigerung der Aufmerksamkeit (arousal).
Dem Nucleus tuberomammillaris wird eine Beteiligung bei der erhöhten Müdigkeit durch Antihistaminika zugesprochen, da dessen Funktionsfähigkeit durch Medikamente dieser Wirkstoffklasse vermindert wird.